# Musée Venanzo-Crocetti
Le Musée Venanzo-Crocetti est un musée d’art contemporain consacré à la vie et à l’œuvre du sculpteur italien Venanzo Crocetti. Le musée se trouve à Rome, Via Cassia, 492.

## Histoire
Le musée est situé dans un grand édifice qui était l'atelier romain de l’artiste.

## Organisation
Le Musée conserve, sur trois étages, plus d'une centaine de bronzes, de marbres, de pierres, de peintures et d’œuvres sur papier, qui vont de 1930 à 1998.
Des œuvres de Venanzo Crocetti se trouvent aussi à Rome, Bruxelles, Paris, Berne, Zurich, New York, San Paolo do Brazil, Montreal, Tokyo and Osaka. À Saint-Pétersbourg, le Musée de l'Ermitage lui a dédié une exposition permanente.
Le musée Crocetti accueille aussi des expositions d'art contemporain.